# 金霊

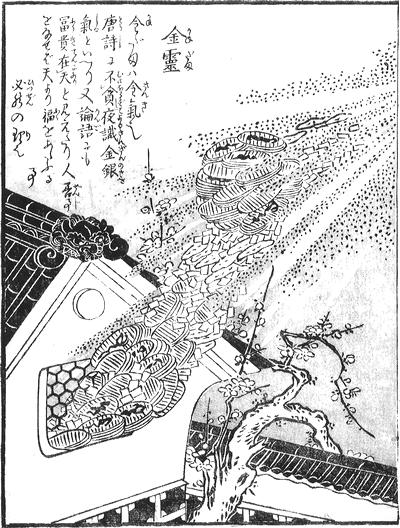
鳥山石燕『今昔画図続百鬼』より「金霊」

金霊（金玉、かねだま、かなだま）は、日本に伝わる金の精霊、または金の気。
厳密には金霊と金玉は似て非なるものだが、訪れた家を栄えさせるという共通点があり、金玉が金霊の名で伝承されていることもある。ここでは金霊、金玉の両方について述べる。

## 金霊
鳥山石燕による江戸時代の妖怪画集『今昔画図続百鬼』によれば、善行に努める家に金霊が現れ、土蔵が大判小判であふれる様子が描かれている。石燕は同書の解説文で、以下のように述べている。

水木しげるロードに設置されている「金霊」のブロンズ像

「不貪夜識金銀気」は中国の唐代の詩選集『唐詩選』にある杜甫の詩からの引用で、無欲な者こそ埋蔵されている金銀の上に立ち昇る気を見分けることができるとの意味である。
また「富貴在天」は文中にもあるとおり、中国の儒教における四書の一つ『論語』からの引用で、富貴は天の定めだと述べられている。これらのことから石燕の金霊の絵は、実際に金霊というものが家に現れるのではなく、無欲善行の者に福が訪れることを象徴したものとされている。

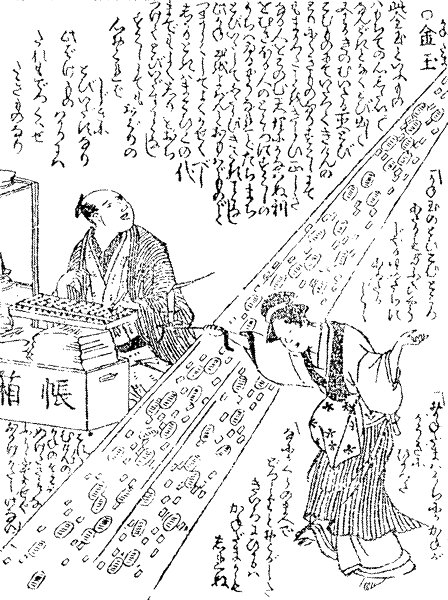
『怪談摸摸夢字彙』より「金玉」。北尾重政画。

同時期にはいくつかの草双紙にも金霊が描かれている例があるが、いずれも金銭が空を飛ぶ姿で描かれている。1803年（享和3年）の山東京伝による草双紙『怪談摸摸夢字彙（かいだんももんじい）』では「金玉（かねだま）」の名で記載されており、正直者のもとに飛び込み、欲に溺れると去るものとされている。
昭和以降の妖怪関連の文献では、漫画家・水木しげるらにより、金霊が訪れた家は栄え、金霊が去って行くと家も滅び去るものとも解釈されている。また水木は、自身も幼い頃に実際に金霊を目にしたと語っており、それによれば金霊の姿は、轟音とともに空を飛ぶ巨大な茶色い十円硬貨のような姿だったという。
東京都青梅市のある民家では、実際に人家に金霊が現れたという目撃例がある。家の裏の林の中に薄ぼんやりと現れるもので、家の者には恐れられているが、その家でも見れば幸運になれるといわれている。
似た仲間に、江戸時代の怪談本『古今百物語評判』に記述されている「銭神（ぜにがみ）」がある。銭霊（ぜにだま）ともいい、黄昏時に世界中の銭の精が薄雲状となって人家の軒を通るもので、刀で切り落とすと大量の銭がこぼれ落ちるという。同書の著者・山岡元隣によれば、これは世界中の銭の精が集まって、空中にたなびいているのだと解説されている。

## 金玉

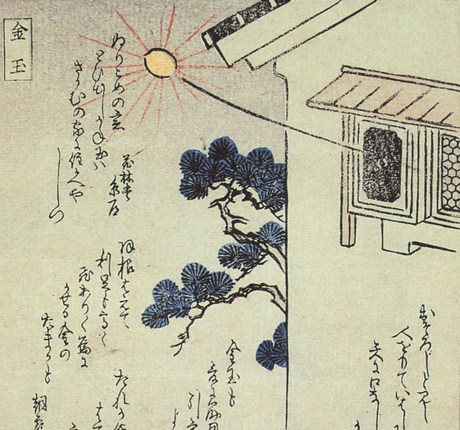
竜斎閑人正澄画『狂歌百物語』より「金玉」

その名の通り玉のような物または怪火で、これを手にした者の家は栄えるという。
東京都足立区では轟音と共に家へ落ちてくるといい、千葉県印旛郡川上町（八街市）では、黄色い光の玉となって飛んで来たと伝えられている。
静岡県沼津地方では、夜道を歩いていると手毬ほどの赤い光の玉となって足元に転がって来るといい、家へ持ち帰って床の間に置くと、一代で大金持ちになれるという。ただし金玉はそのままの姿で保存しなければならず、加工したり傷つけたりすると、家は滅びてしまう。
江戸時代の奇談・怪談集である『兎園小説』では、1825年（文政8年）の房州（現・千葉県）での逸話が語られている。それによれば、丈助という農民が早朝から農作業に取り掛かろうとしていたところ、雷鳴のような音と共に赤々と光り輝く卵のようなものが落ちて来た。丈助はそれを家を持ち帰り、秘蔵の宝としたという。この『兎園小説』では「金玉」ではなく「金霊」の名が用いられているため、金霊を語る際にこの房州での逸話が引き合いに出されることがあるが、妖怪研究家・村上健司はこれを、金霊ではなく金玉の方を語った話だと述べている。また同じく妖怪研究家の多田克己は、この空から落ちてきたという物体を、赤々と光っていたとのことから、隕鉄（金属質の隕石）と推測している。
東京都町田市のある家では、文化・文政時代に落ちてきたといわれる「カネダマ」が平成以降においても祀られているが、これも同様に隕石と考えられている。